# Химера (группа, Санкт-Петербург)
«Химе́ра» — советский и российский музыкальный коллектив из Санкт-Петербурга. По мнению многих музыкантов и музыкальных критиков, «Химера» — это одна из самых необычных групп в истории независимой альтернативной музыки.

## История
Изначально команда, которую основали осенью 1990 года вокалист, гитарист и автор песен Эдуард «Рэтд» Старков и гитарист Геннадий Бачинский, называлась «Депутат Балтики». Помимо них в коллективе играли: Юрий Лебедев (бас), Павел Лабутин (виолончель), Владислав Викторов (ударные, перкуссия). В 1990 году Геннадий Бачинский и Эдуард Старков сняли авторский музыкальный фильм «Допубертатный мир», запечатлев тем самым группу Химера в самом начале её творческого пути. За период с 1990 по 1991 годы были записаны демо-альбомы «Сны кочегара», «Комиссар дымовой жандармерии», «Полупетроградская акустика». Также были записаны некоторые концертные выступления. Стиль варьировался от инди-рока до постпанка и психоделии.
В конце 1991 года Бачинский из гитариста превратился в менеджера группы и коллектив изменил название на «Химера». Звучание группы тоже изменилось, утяжелилось. Ориентирами стали такие команды, как Fugazi (что особенно заметно в песне «Моя гитара повесилась», мелодия которой повторяет мелодию песни «Waiting Room» последних) и Primus. Также на звучании сказывалось увлечение Эдуарда Старкова джазом и авангардом.
Основным местом выступлений группы был петербургский клуб Tamtam, ставший отправной точкой для творчества таких групп, как Югендштиль, Tequilajazzz и многих других. За свою карьеру группа выступала в Швейцарии, Германии, Чехословакии и Польше, а также в различных клубах Санкт-Петербурга и Москвы.
В начале 1993 года все музыканты группы приняли участие в музыкальном оформлении спектакля «Король преступного мира», поставленного в Балтийском доме. Первый студийный альбом «Химера» был записан в марте этого же года в студии звукозаписи «Мелодия» на Большой Охте. Поначалу запись распространялась в бытовых копиях и официально была переиздана лишь в 1999 году лейблом Caravan Records. В 2008 году альбом был переиздан на компакт-дисках.
В 1994 году Химера записывает сплит-альбом с швейцарской анархо-панк группой Steine Für Den Frieden и совершает европейское турне, а по завершении записывает концертный альбом «Nuihuli», более разнообразный в музыкальном плане, но сохранивший фирменное звучание коллектива. Осенью 1995 года директором группы становится Всеволод Гаккель, экс-участник группы Аквариум и основатель клуба ТaMtAm.
Осенью 1995 года мне довелось стажироваться в Нью-Йорке. Я на два месяца углубился в изучение местной независимой музыкальной сцены, сопоставляя её с тем опытом, который имел в нашем клубе. По возвращении, ещё не оправившись от джет лэга, попал прямо на концерт «Химеры». Я был настолько ошеломлён, что после концерта побежал в гримёрную и предложил им контракт. Конечно же, мы ничего не подписывали, но я был готов делать для них всё что угодно, зная, что имею дело с великой группой.— Всеволод Гаккель
В 1996 году группа выступает в Германии, а после работает над очередным альбомом — «ZUDWA». Альбом получился более качественный по звучанию, а также довольно разноплановый в музыкальном смысле. Он вышел официально в середине февраля 1997 года. Группа продолжила прогрессировать в плане звучания.
Но 23 февраля лидер группы Эдуард Старков повесился. Обстоятельства и причины его самоубийства до сих пор не выяснены. Его тело обнаружил Всеволод Гаккель спустя несколько дней. Предполагают, что причиной самоубийства послужило употребление наркотиков.
Когда он уже был на том свете, мы в это время репетировали. Его куртка висела.. Он пропал, не было неделю. Прошли репетиции, одна или две. Мы даже не могли подумать, что он… А на самом деле, когда мы репетировали, он выше этажом висел…— Витус, барабанщик группы «Химера»
Группа Химера прекратила своё существование.
Геннадий Бачинский, работавший также на различных радиостанциях ещё с 1992 года, погиб в 2008 в автокатастрофе в Тверской области на 69 километре автодороги Р104 Калязин — Сергиев Посад. У него остались жена и двое детей.

## Стиль
Стиль группы трудно описать как-то конкретно. Звук «Химеры» является абсолютно уникальным. За всё время существования коллектив экспериментировал с самыми различными музыкальными жанрами, такими как этническая музыка, хардкор-панк, нойз-рок, постпанк, психоделический рок, свободная импровизация и прочими. Наиболее повлиявшими на музыку коллектива Химера являются группы Bauhaus и Fugazi. Сам Старков иногда в шутку определял стиль команды как «заебит-кор». Также примечательны тексты песен и стихи Старкова. Они наполнены сюрреализмом, эзотерикой, иногда мрачными образами или суицидальным подтекстом, хотя встречаются и довольно позитивные.
Тексты у нас про жизнь, про любовь, про ненависть и про зло. Про добро и про всё. Ну а вообще, про жизнь тексты. Ну конечно, можно про них сказать, что они такие, слегка такие эзотерические, может быть даже не слегка — с таким уклоном в эзотерику тексты <…> можно запараллелить и с политикой эти тексты. Можно с чем угодно запараллелить всё творчество это. Стилистически она («Химера») не менялась. Даже начиная с «Депутата Балтики» вообще ничего не менялось стилистически — менялось только звучание. А мысль-то одна, идея-то одна и та же идёт через всю жизнь. Всё выше, выше и выше. К звёздам. К солнышку. Ну, да, много полезного почерпывается из творчества…— Э. Старков, интервью журналу Fuzz

## Критика и влияние
Личность Старкова до сих пор оказывает большое влияние на новые поколения слушателей. Кавер-версии на «химеровские» песни делали такие группы, как Свиньи в космосе, Пилот, Психея, Distress, Маррадёры, The Пауки, Ива Нова, Скафандр, Захар Май, PZPD и прочие.
По мне, «Химера» была, есть и наверняка уже пребудет вовеки лучшей рок-группой г. Ленинграда-Петербурга. (На второе место я поставил бы Свина с «Удовлетворителями», на третье — «Кино»). Это был последний и самый убойный выстрел великой питерской подпольной обоймы, начавшейся с «Аквариума» и Майка. <…> К слову сказать, из всех групп гаккелевского «Там-тама» «Химера» была самой лучшей. <…> в плане брутальности и энергетики Эдик убирал всех очень далеко.— Артемий Троицкий, 2003
Положительно о творчестве группы Химера отзывались такие деятели культуры, как Вадим Курылёв (идеолог и лидер анархо-панк-группы Электрические партизаны, известный также своим участием в группе ДДТ), лидер группы Телевизор Михаил Борзыкин, Леонид Фёдоров, лидер экспериментального ансамбля АукцЫон. Также о творчестве Старкова как об источнике вдохновения отзывался Илья Чёрт и поэт Лёха Никонов.
«Химера» — это лучшее, что было в русском рок-н-ролле. Я полностью уверен: на протяжении 1990-х в музыке было сказано всего два новых слова: в Штатах появилась «Nirvana», а в России — «Химера»— Алексей Никонов
Кроме того о творчестве группы рассказывают два документальных фильма: «Тормози свой паровоз» Александра Розанова и «ТАМТАМ: Музыка смутного времени» Ивана Бортникова.

## Состав
- Эдуард «Рэтд» Старков — вокал, гитара, духовые, аккордеон, барабаны (1990—1997; умер в 1997)
- Павел Лабутин — виолончель (1990—1997)
- Юрий Лебедев — бас-гитара (1990—1997)
- Владислав «Витус» Викторов — ударные музыкальные инструменты (1990—1997)
- Геннадий Бачинский — гитара (1990—1992); менеджер группы (1992—1994[24]; погиб в результате ДТП в 2008)

Приглашенные музыканты
- Антон Маращук — труба (1997)
- Юрий Григорьев — тромбон (1997)
- Антоний Тополов — труба (1997)

## Дискография

### Сольные альбомы Эдуарда Старкова
- Redt Старков & Co (1991)

### Депутат Балтики
- Полупетроградская акустика (1991)
- Концерт в ДК Пищевиков (1991)
- Сны кочегара (1991)
- Комиссар дымовой жандармерии (1991)

### Химера
- Фантазёры (1992)
- Химера[25] (1993)
- Электричка (1994)
- Калевала (1994)
- Nuihuli (1995)
- Nuihuli Unreleased (второй вариант альбома «Nuihuli»)
- ZUDWA[26] (1997)
- ZUDWA-DWA (сборник песен, не попавших на альбом ZUDWA, 2003)